# Prospero Intorcetta
Prospero Intorcetta (Platia, 28 agosto 1625 – Hangzhou, 3 ottobre 1696) è stato un missionario e gesuita italiano, primo a tradurre in Europa le opere di Confucio.

## Biografia
Prospero Intorcetta nacque a Platia (l'odierna Piazza Armerina in Sicilia) il 28 agosto 1625. A sedici anni fu accolto nel collegio dei gesuiti di Catania dove operava lo zio Francesco Intorcetta, apprezzato teologo. Si spostò poi nel Collegio di Messina dove fu ordinato sacerdote. Dopo un breve periodo passato a Palermo decise di recarsi come missionario in Cina.
Egli raggiunse la Cina nel 1659, insieme con il gesuita francese Philippe Couplet, e operò nella missione di Jianchang (l'odierna Nanchang) nella regione dello Jiangxi.
Intorcetta fu un appassionato studioso della filosofia cinese e un profondo conoscitore delle opere di Confucio. Fu il primo tra gli europei a tradurne in latino le opere.
Pubblicò nel 1662 i suoi appunti relativi allo studio dei Quattro libri, dal titolo Il senso della saggezza cinese, come spiegato da frate Ignacio da Costa, portoghese, della Compagnia di Gesù, e resi pubblici da frate Prospero Intorcetta, siciliano, della stessa Compagnia.
Nel 1667, pubblicò Sinarum scientia politico-moralis, e nel 1687 pubblicò a Parigi Confucio Sinarum philosophus sive scientia sinensis insieme a Philippe Couplet.
L'opera Sinarum scientia politico-moralis è costituita da 32 pagine e di questa esistono solo otto esemplari nel mondo, custoditi nelle più importanti biblioteche.
Per mezzo di questa opera si aprì un'importante finestra di conoscenza sulla filosofia orientale che diede l'abbrivio a innumerevoli altri studi verso un mondo e un modo di essere quasi completamente sconosciuto.
Intorcetta fu un prolifico scrittore e traduttore. Produsse molte traduzioni latine di opere classiche della letteratura cinese e tradusse in cinese la regola gesuita e gli Esercizi Spirituali di Sant'Ignazio di Loyola.
Morì ad Hangzhou il 3 ottobre 1696 all'età di 71 anni. Sulla sua tomba, nella città di Hangzhou, volle che si scrivesse:
di nazione siciliano, di patria piazzese, Yn-to-Ce Kio-ssè (la trascrizione fonetica del suo nome: Intorcetta il piazzese).

## Opere
- Il senso della saggezza cinese, come spiegato da frate Ignacio da Costa, portoghese, della Compagnia di Gesù, e resi pubblici da frate Prospero Intorcetta, siciliano, della stessa Compagnia, 1662;
- Sinarum scientia politico-moralis a Prospero Intorcetta siculo Societatis Iesu in lucem edita, Goa, 1669;
- Compendiosa narratione dello stato della missione Cinese, cominciado dall'anno 1581 fino al 1669. Offerta in Roma. Alli eminentissimi Signori Cardinali della Sacra Congregatione de Propaganda fide ... con l'aggiunta de prodigii da Dio operati; e delle lettere venute dalla Corte di Pekino con felicissime nuove;
- Confucius, Sinarum Philosophus, sive Scientia Sinensis latina exposito studio et operâ Properi Intorcetta, Christiani Herdtrich, Francisci Rougemont, Philippi Couplet, PP. Soc. Jesu, Parigi 1687.

## Bibliografia

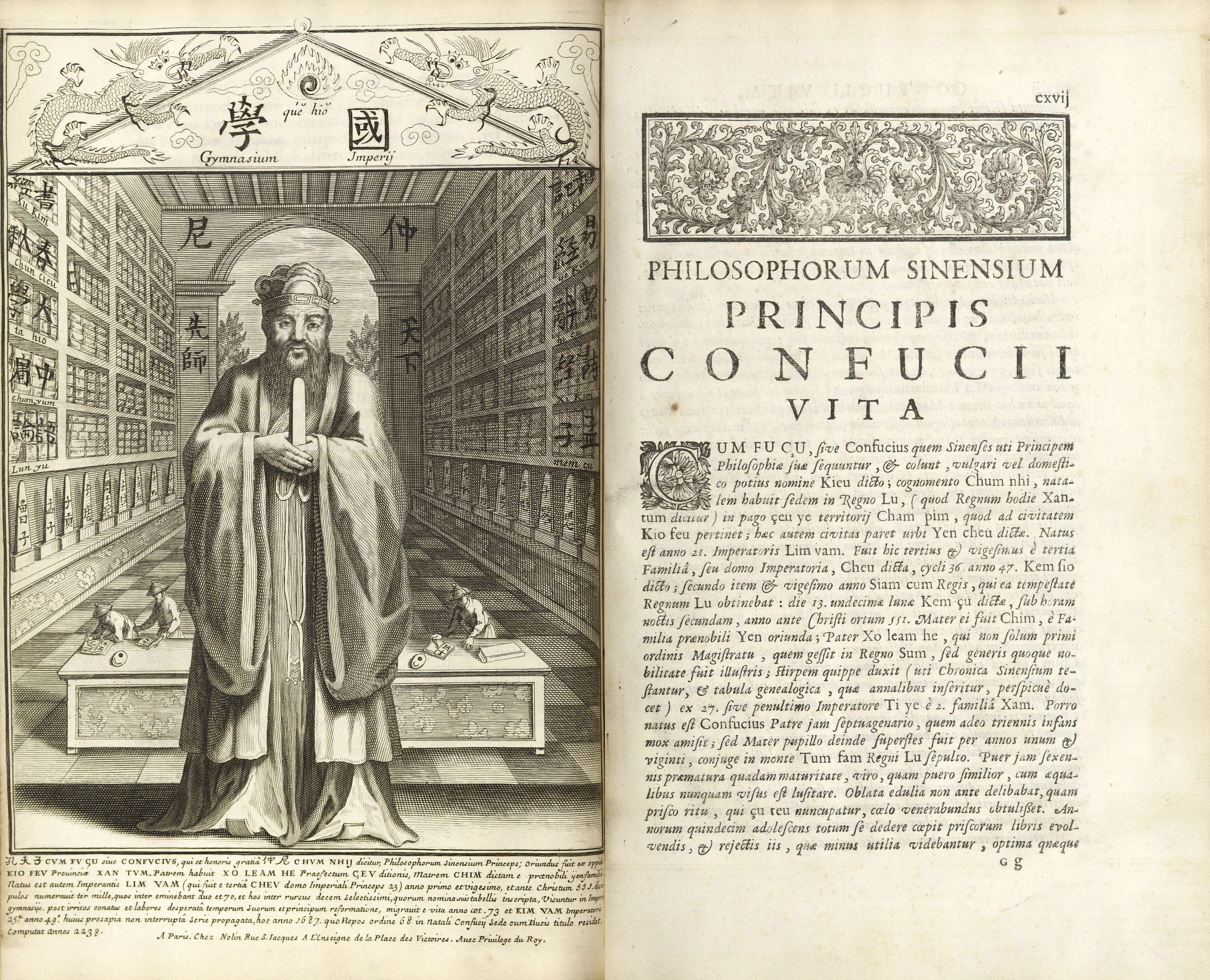
Confucius Sinarum Philosophus ("La vita e le opere di Confucio"), di Padre Philippe Couplet e padre Prospero Intorcetta, 1687.